# House of Cards/Episodenliste

Logo der Serie

Diese Episodenliste enthält alle Episoden der US-amerikanischen Netflix-Serie House of Cards, sortiert nach der US-amerikanischen Erstausstrahlung. Die Serie umfasst sechs Staffeln mit 73 Episoden.

## Übersicht
| Staffel | Episodenanzahl | Erstveröffentlichung USA | Deutschsprachige Erstveröffentlichung | Deutschsprachige Erstveröffentlichung |
| Staffel | Episodenanzahl | Erstveröffentlichung USA | Staffelpremiere                       | Staffelfinale                         |
| ------- | -------------- | ------------------------ | ------------------------------------- | ------------------------------------- |
| 1       | 13             | 1. Februar 2013          | 4. Februar 2013                       | 29. April 2013                        |
| 2       | 13             | 14. Februar 2014         | 3. März 2014                          | 26. Mai 2014                          |
| 3       | 13             | 27. Februar 2015         | 13. März 2015                         | 5. Juni 2015                          |
| 4       | 13             | 4. März 2016             | 4. März 2016                          | 27. Mai 2016                          |
| 5       | 13             | 30. Mai 2017             | 30. Mai 2017                          | 30. Mai 2017                          |
| 6       | 8              | 2. November 2018         | 2. November 2018                      | 2. November 2018                      |

## Staffel 1
Die erste Staffel wurde am 1. Februar 2013 auf Netflix per Streaming veröffentlicht. Die deutschsprachige Erstausstrahlung sendete der Pay-TV-Sender Sky Atlantic HD vom 4. Februar bis zum 29. April 2013.
| Nr. (ges.) | Nr. (St.) | Deutscher Titel        | Originaltitel | Erstveröffentlichung USA | Deutschsprachige Erstausstrahlung (D) | Regie             | Drehbuch                                |
| --- | --------- | ---------------------- | ------------- | ------------------------ | ------------------------------------- | ----------------- | --------------------------------------- |
| 1 | 1         | Das Spiel beginnt      | Chapter 1     | 1. Feb. 2013             | 4. Feb. 2013                          | David Fincher     | Beau Willimon                           |
| Der frisch gewählte US-Präsident Garrett Walker bricht gegenüber Francis „Frank“ Underwood sein Versprechen, ihn zum Außenminister zu ernennen und entscheidet sich stattdessen für Senator Michael Kern. Zusammen mit seiner Frau Claire beschließt Underwood daraufhin, alles in seiner Macht stehende zu tun, um Walker zu schaden. Er lernt Zoe Barnes kennen, eine junge, ehrgeizige Lokalreporterin der fiktiven Tageszeitung Washington Herald, die gerne in die Politikredaktion aufsteigen möchte. Die beiden beschließen einen Pakt, bei dem Underwood Barnes mit Insiderinformationen aus dem Politikgeschäft versorgt. Diese betreffen zunächst das von Walker angekündigte Gesetz zur Reform des Schulwesens. Der neue Bildungsminister Donald Blythe plant eine Bildungsreform mit deutlich stärkerem staatlichem Einfluss auf das Bildungswesen. Zoe Barnes sorgt dafür, dass der Gesetzesentwurf genau am Tag von Walkers Antrittsrede in die Medien kommt. Die geharnischte Reaktion der Öffentlichkeit darauf ist ein Schlag in dessen Gesicht und führt zu Blythes Entlassung durch Walker nur wenige Tage nach seinem Amtsantritt. |           |                        |               |                          |                                       |                   |                                         |
| 2 | 2         | Der Gesetzesentwurf    | Chapter 2     | 1. Feb. 2013             | 11. Feb. 2013                         | David Fincher     | Beau Willimon                           |
| Francis Underwood platziert mithilfe von Zoe Barnes eine Geschichte in den Medien, um den designierten Außenminister Michael Kern aus seinem Amt zu befördern. Des Weiteren muss er jetzt selbst einen neuen Entwurf für die Bildungsreform erstellen, wofür er ein paar Elitestudenten engagiert. Franks Ehefrau Claire muss derweil harte Entscheidungen in ihrer Position als Vorsitzende einer Nichtregierungsorganisation für Trinkwasser treffen. |           |                        |               |                          |                                       |                   |                                         |
| 3 | 3         | Der Wasserturm         | Chapter 3     | 1. Feb. 2013             | 18. Feb. 2013                         | James Foley       | Keith Huff & Beau Willimon              |
| Frank Underwood muss in seinen Heimatstaat South Carolina zurück, um einem möglichen politischen Skandal um einen Wasserturm in der Gestalt eines Pfirsichs vorzubeugen. Gleichzeitig aber muss er die Verhandlungen über die Bildungsreform in Washington leiten, was sich jedoch telefonisch schwer machen lässt, da die Parteien stark zerstritten sind. Claire versucht derweil, eine angesehene NGO-Aktivistin für ihre Organisation zu gewinnen. Peter Russo versucht unterdessen, seine Drogenprobleme sowie seine privaten und geschäftlichen Probleme in den Griff zu bekommen. |           |                        |               |                          |                                       |                   |                                         |
| 4 | 4         | Die Intrige            | Chapter 4     | 1. Feb. 2013             | 25. Feb. 2013                         | James Foley       | Rick Cleveland & Beau Willimon          |
| Frank Underwood spielt seine Kongresskollegen gegeneinander aus, um genug Stimmen für seinen Gesetzesentwurf zu bekommen und sich in einem besseren Licht zu präsentieren. Claire erhält von dem Lobbyisten Remy Danton ein nicht uneigennütziges Spendenangebot in Höhe von 1,5 Millionen Dollar, das sie jedoch vorerst ablehnt. Zoe Barnes erhält derweil eine Beförderung zur Korrespondentin im Weißen Haus für den „Washington Herald“. Für die Informationen, die sie von Frank bekommen hat, bedankt sie sich bei ihm, indem sie sich für eine Nacht mit ihm trifft. |           |                        |               |                          |                                       |                   |                                         |
| 5 | 5         | Die Spendengala        | Chapter 5     | 1. Feb. 2013             | 4. März 2013                          | Joel Schumacher   | Sarah Treem                             |
| Frank muss an mehreren Fronten gleichzeitig kämpfen. Einerseits muss er sich mit dem Bildungsgewerkschaftslobbyisten Marty Spinella auseinandersetzen, andererseits braucht auch Claire seine Unterstützung. Peter Russo steht vor seinem politischen Aus, nachdem er von Underwood und dessen Büroleiter Stamper gezwungen wurde, der Schließung einer Werft in seinem Wahlbezirk zuzustimmen. Er beginnt wieder zu trinken und Kokain zu nehmen und wird deswegen von seiner Freundin verlassen. Später bietet Underwood ihm jedoch aus eigenen Interesse an, ihm bei einer Kandidatur als Gouverneur von Pennsylvania zu helfen. Zoe Barnes stellt derweil zufrieden fest, dass ihr ehemaliger Chefredakteur Tom Hammerschmidt entlassen wurde, und wechselt erneut ihren Arbeitsplatz zu dem Onlinemagazin Slugline. |           |                        |               |                          |                                       |                   |                                         |
| 6 | 6         | Der Streik             | Chapter 6     | 1. Feb. 2013             | 11. März 2013                         | Joel Schumacher   | Sam Forman                              |
| Frank schlägt gegen seinen ehemaligen Weggefährten Marty Spinella zurück und beruhigt die streikenden Lehrerverbände. Peter Russo arbeitet derweil weiter an seinem politischen Comeback und ist fest davon überzeugt, seine Alkoholsucht und seine Drogenabhängigkeit hinter sich zu lassen. |           |                        |               |                          |                                       |                   |                                         |
| 7 | 7         | Neustart               | Chapter 7     | 1. Feb. 2013             | 18. März 2013                         | Charles McDougall | Kate Barnow & Beau Willimon             |
| Nachdem Frank die Schlacht um die Bildungsreform gewonnen hat, muss er sich sofort dem nächsten Großprojekt widmen – er will Peter Russo zum neuen Gouverneur von Pennsylvania machen. Um Russos Vergangenheit zu verschleiern, beauftragt Frank seinen Büroleiter Doug Stamper, Russos Beziehung zu einer Prostituierten zu vertuschen und die restlichen Spuren aus Peters Vergangenheit zu verschleiern. Durch seine Affäre mit Zoe Barnes lässt er Peter Russo in der Presse als aufstrebenden Underdog auftreten, dem nichts wichtiger ist als Gott, seine Familie und die Meinung seines Wahlvolkes. |           |                        |               |                          |                                       |                   |                                         |
| 8 | 8         | Die gute alte Zeit     | Chapter 8     | 1. Feb. 2013             | 25. März 2013                         | Charles McDougall | Beau Willimon                           |
| Frank und Claire reisen zur Eröffnung einer Bibliothek an Franks alter Militärakademie, die nach ihm benannt ist. Die Veranstaltung und das Wiedersehen mit seinen alten Schulfreunden rufen in Frank starke Gefühle hervor. Auch Peter Russo ist starken Gefühlen ausgesetzt, bei der Rede in seinem Wahlbezirk in Pennsylvania muss er sich viele Vorwürfe seiner verprellten Wählerbasis anhören. Unterstützung bei seiner Rede und dem Wiedersehen mit seiner Mutter erhält er vor allem von Christina, seiner Sekretärin. |           |                        |               |                          |                                       |                   |                                         |
| 9 | 9         | Gewissensentscheidung  | Chapter 9     | 1. Feb. 2013             | 1. Apr. 2013                          | James Foley       | Beau Willimon & Rick Cleveland          |
| Frank und Doug versuchen mit allen Mitteln, die letzten nötigen Stimmen zu sammeln, um einen Gesetzesentwurf durch das Repräsentantenhaus zu bringen, um Peter Russo Auftrieb für die Gouverneurswahl in Pennsylvania zu bringen. Um genügend Stimmen zu sammeln, bittet Frank seine Frau Claire, mit zwei unentschlossenen Kandidaten zu reden und sie zur Stimmabgabe für den Gesetzesentwurf zu bewegen. Claire verfolgt jedoch andere Pläne und hintergeht ihren Ehemann, um Remy Danton nicht zu verärgern, der ihr ein Angebot für ihre Clean Water Initiative gemacht hat. Russo hat Probleme mit dem ihn begleitenden Vizepräsidenten, da er ihn bei Reden nicht zu Wort kommen lässt und sich auch sonst nicht sonderlich begeistert von Russos Kandidatur zeigt. Die Affäre zwischen Zoe und Frank wird unterdessen immer komplizierter. |           |                        |               |                          |                                       |                   |                                         |
| 10 | 10        | Im freien Fall         | Chapter 10    | 1. Feb. 2013             | 8. Apr. 2013                          | Carl Franklin     | Sarah Treem                             |
| Nach der verlorenen Abstimmung im Repräsentantenhaus muss Frank dem Präsidenten Rede und Antwort stehen, außerdem droht Russo ihm, sollte er seinen Fehler nicht wiedergutmachen, ihn auffliegen zulassen. Als Frank herausfindet, dass Claire für die Wahlniederlage verantwortlich ist, bricht ein Streit zwischen den beiden aus, der nicht so schnell zu verschwinden scheint. Zoe Barnes beschließt derweil, ihr Leben zu ändern, und zieht aufgrund der schlechten Erinnerungen an ihre alte Wohnung zu einem alten Arbeitskollegen. |           |                        |               |                          |                                       |                   |                                         |
| 11 | 11        | Erlösung               | Chapter 11    | 1. Feb. 2013             | 15. Apr. 2013                         | Carl Franklin     | Keith Huff, Kate Barnow & Beau Willimon |
| Nach einem verpatzten Interview hat Peter Russo alle Chancen auf das Gouverneursamt in Pennsylvania verspielt und verfällt schnell in seine Alkohol- und Drogensucht zurück. Als er droht, über Franks Machenschaften auszupacken, bringt Frank ihn um, lässt es aber wie einen Selbstmord aussehen. Zoe wird bewusst, dass Frank sie ausgenutzt hat, worauf sie sich von ihm distanziert. Trost findet Zoe bei Lucas Goodwin. Claire vergnügt sich derweil mit ihrem Liebhaber Adam Galloway in New York. |           |                        |               |                          |                                       |                   |                                         |
| 12 | 12        | Der Wunschkandidat     | Chapter 12    | 1. Feb. 2013             | 22. Apr. 2013                         | Allen Coulter     | Gina Gionfriddo & Beau Willimon         |
| Frank soll für den Präsidenten den Multimilliardär Raymond Tusk überreden, Vizepräsident zu werden. Als Frank jedoch in St. Louis ankommt, stellt sich heraus, dass es gar nicht um Tusks Vizepräsidentschaft geht, sondern darum, ob Raymond Frank für einen geeigneten Kandidaten hält. Zoe und ihre Chefin Janine Skorsky fangen an, in Franks jüngster Vergangenheit nach Informationen über Peter Russos vermeintlichen Selbstmord zu recherchieren. Claire hat ebenfalls Probleme auf ihrer Arbeit, ihre gleichberechtigte Geschäftspartnerin Gillian Cole will sich nicht auf SanCorp und deren Lobbyvertreter einlassen. |           |                        |               |                          |                                       |                   |                                         |
| 13 | 13        | Der neue Vizepräsident | Chapter 13    | 1. Feb. 2013             | 29. Apr. 2013                         | Allen Coulter     | Beau Willimon                           |
| Frank steht kurz davor, als US-Vizepräsident vereidigt zu werden. Der einzige, der ihm noch im Weg steht, ist Raymond Tusk, ein Vertrauter des Präsidenten. Für seine Empfehlung für Frank als Vizepräsidenten will Tusk als Gegenleistung dessen bedingungslose Loyalität, die dieser ihm jedoch versagt. Aus mangelnden Alternativen bleibt Tusk aber nichts anderes übrig, als Frank für den Posten des Vizepräsidenten vorzuschlagen. Um die Geschichte von Russos Selbstmord aufrechtzuerhalten, muss Doug sein ganzes manipulatives Talent einsetzen, um die Entdeckung durch Zoe und Janine zu verhindern. Gillian Cole droht derweil damit, Claire öffentlichkeitswirksam zu verklagen, da sie ihr rechtswidrig gekündigt hat. |           |                        |               |                          |                                       |                   |                                         |

## Staffel 2
Die zweite Staffel wurde am 14. Februar 2014 auf Netflix per Streaming veröffentlicht. Die deutschsprachige Erstausstrahlung sendete der Pay-TV-Sender Sky Atlantic HD vom 3. März bis zum 26. Mai 2014.
| Nr. (ges.) | Nr. (St.) | Deutscher Titel           | Originaltitel | Erstveröffentlichung USA | Deutschsprachige Erstausstrahlung (D) | Regie         | Drehbuch                        |
| --- | --------- | ------------------------- | ------------- | ------------------------ | ------------------------------------- | ------------- | ------------------------------- |
| 14 | 1         | Jäger oder Gejagter?      | Chapter 14    | 14. Feb. 2014            | 3. März 2014                          | Carl Franklin | Beau Willimon                   |
| Frank trifft alle Vorbereitungen, um als US-Vizepräsident vereidigt zu werden. Als Ersatz für sich selbst versucht er, Jackie Sharp auf seine ehemalige Position des Chief Whip zu bringen. Zoe und ihre Kollegen, Janine und Lucas, sind derweil kurz davor, Franks Machenschaften rund um Peter Russo aufzudecken, was sich jedoch erschwert, da Franks Stabschef Doug Stamper alles versucht, um verbleibende Spuren zu verwischen. Da die drei nicht aufhören, Nachforschungen anzustellen, entschließt sich Frank Zoe Barnes zu töten. Er trifft sich mit ihr in einer U-Bahn-Station und stößt sie vor einen einfahrenden Zug. Claire ist derweil damit beschäftigt, eine Klage ihrer ehemaligen Mitarbeiterin Gillian abzuwenden. |           |                           |               |                          |                                       |               |                                 |
| 15 | 2         | Ein Freund der Familie    | Chapter 15    | 14. Feb. 2014            | 10. März 2014                         | Carl Franklin | Beau Willimon                   |
| Frank ist immer noch damit beschäftigt, seine Nachfolgerin Jackie als Fraktionsführerin aufzubauen, doch muss er sich gleichzeitig auch mit China auseinandersetzen, da es sonst schwere wirtschaftliche Folgen für die USA geben könnte. Claire muss sich derweil ihrer traumatischen Vergangenheit stellen. |           |                           |               |                          |                                       |               |                                 |
| 16 | 3         | Senatoren in Handschellen | Chapter 16    | 14. Feb. 2014            | 17. März 2014                         | James Foley   | Bill Cain                       |
| Frank muss seine neue Machtposition als Vizepräsident ausspielen, um eine wichtige Abstimmung im Senat zu gewinnen, und gerät unterdessen in einen Konflikt mit Raymond Tusk. Lucas Goodwin setzt seine Recherche zu Zoes Tod und Franks Machenschaften fort, und gerät dadurch ins Visier des FBI. Claire und Frank suchen währenddessen einen PR-Manager. |           |                           |               |                          |                                       |               |                                 |
| 17 | 4         | Das Fernsehinterview      | Chapter 17    | 14. Feb. 2014            | 24. März 2014                         | James Foley   | Laura Eason                     |
| Frank sitzt auf Grund eines Terror-Alarms im Kapitol fest. Mit ihm ist auch der Bildungspolitiker Donald Blythe eingeschlossen, der noch eine offene Rechnung mit Frank hat. Claire hat derweil ein Live-Fernsehinterview, bei dem sie über ihre Vergangenheit redet, und preisgibt, dass sie vergewaltigt wurde und bereits eine Abtreibung hatte. |           |                           |               |                          |                                       |               |                                 |
| 18 | 5         | Die Brücke                | Chapter 18    | 14. Feb. 2014            | 31. März 2014                         | John Coles    | Kenneth Lin                     |
| Frank nimmt inoffiziell Kontakt mit einem chinesischen Milliardär auf und verhandelt mit ihm, um ihn dazu zu bewegen, gegen Raymond Tusk zu arbeiten. Lucas lässt derweil nichts unversucht, um Frank bloßzustellen und begibt sich ins Darknet, wo er auf einen Hacker stößt, der ihm ein vielversprechendes Angebot macht. |           |                           |               |                          |                                       |               |                                 |
| 19 | 6         | Hitzewelle                | Chapter 19    | 14. Feb. 2014            | 7. Apr. 2014                          | John Coles    | John Mankiewicz                 |
| Während einer Energiekrise beenden Frank und Tusk ihre fragile Allianz. Lucas muss sich unterdessen der schwierigen Entscheidung stellen, ob er für Franks Bloßstellung bereit ist, ein Verbrechen zu begehen. Stamper und Rachel kommen sich bei einem seiner regelmäßigen Besuche näher. |           |                           |               |                          |                                       |               |                                 |
| 20 | 7         | Spendengelder             | Chapter 20    | 14. Feb. 2014            | 14. Apr. 2014                         | David Manson  | James Foley                     |
| Die Beziehung zwischen Präsident Walker und Frank ergänzt sich um eine freundschaftliche Seite, und auch die beiden Frauen der mächtigsten Männer der Welt lernen sich bei einem gemeinsamen Abendessen besser kennen. Derweil kommt es zu Verwirrungen, weil Spendengelder plötzlich an die Republikaner und nicht mehr an die Partei des Präsidenten fließen. Dahinter steckt Tusk. |           |                           |               |                          |                                       |               |                                 |
| 21 | 8         | Auf souveränem Boden      | Chapter 21    | 14. Feb. 2014            | 21. Apr. 2014                         | James Foley   | Bill Kennedy                    |
| Claire nimmt auf ihre neue Freundin, die Frau des Präsidenten Tricia Walker, nicht nur politischen Einfluss, sondern versucht auch, ihre persönlichen Geheimnisse zu lüften. Im Kapitol, kommt es währenddessen zu einem Showdown zwischen Frank und Linda Vasquez, der Stabschefin des Präsidenten, der mit ihrem Rücktritt endet. |           |                           |               |                          |                                       |               |                                 |
| 22 | 9         | Bauernopfer               | Chapter 22    | 14. Feb. 2014            | 28. Apr. 2014                         | Jodie Foster  | Beau Willimon                   |
| Freddys „Barbecue-Joint“, der bevorzugte Schnellimbiss von Frank, gerät zwischen die Fronten, als der Streit zwischen Frank und Raymond eskaliert. Tusk versucht alles, um Frank zu schaden, wobei er auch vor persönlichen Problemen keinen Halt macht. |           |                           |               |                          |                                       |               |                                 |
| 23 | 10        | Personenschutz            | Chapter 23    | 14. Feb. 2014            | 5. Mai 2014                           | Robin Wright  | Laura Eason & Beau Willimon     |
| Frank versucht mit aller Kraft, Raymond endgültig zu erledigen und schöpft dafür all seine politischen Möglichkeiten aus. Hierbei kommt es zu immer größeren Vorwürfen, auch dem Präsidenten gegenüber. Claire gerät derweil in Konflikt mit Jackie Sharp. |           |                           |               |                          |                                       |               |                                 |
| 24 | 11        | Unter Zugzwang            | Chapter 24    | 14. Feb. 2014            | 12. Mai 2014                          | John Coles    | John Mankiewicz & Beau Willimon |
| Frank muss einer Sonderermittlerin Rede und Antwort stehen, die eingesetzt wurde, um die Geschehnisse um die Spendengelder und Xander Feng aufzuklären. Remy Danton versucht derweil, keinen übermäßig zu verärgern, um sich alle Optionen offen zu halten. Währenddessen hat Doug Probleme mit Rachel und seinem Alkoholentzug. |           |                           |               |                          |                                       |               |                                 |
| 25 | 12        | Isoliert                  | Chapter 25    | 14. Feb. 2014            | 19. Mai 2014                          | James Foley   | Beau Willimon                   |
| Frank hat den Präsidenten von all seinen Beratern isoliert, erfährt allerdings zum ersten Mal auch selbst das Gefühl, von allen alleine gelassen und ausgeschlossen zu sein. Auch sieht er sich aufgrund der unnachgiebigen Ermittlungen der Sonderermittlerin mit dem Umstand konfrontiert, möglicherweise zu einer Haftstrafe verurteilt zu werden. Claire ist währenddessen bereit, ein großes Opfer für Franks Karriere zu bringen. Doug Stamper versucht derweil wieder die Kontrolle über sein Leben und Rachel zu gewinnen. |           |                           |               |                          |                                       |               |                                 |
| 26 | 13        | Todesstoß                 | Chapter 26    | 14. Feb. 2014            | 26. Mai 2014                          | James Foley   | Beau Willimon                   |
| Doug versucht die Probleme mit Rachel zu beheben. Allerdings eskaliert die Situation endgültig und Doug wird von ihr mit einem Stein schwer verletzt. Frank hat derweil den Präsidenten mit strategischen Kalkül dazu bewegen können, der Sonderermittlungskommission Protokolldaten seiner und der Aktivitäten des Präsidenten zur Verfügung zu stellen. Da die Daten nur in Bezug auf sich selbst als Vizepräsident transparent sind, beginnt die Sonderermittlungskommission überraschend in Richtung des Präsidenten zu ermitteln, obwohl kein Zusammenhang zwischen relevanten Terminen und der Spendenaffäre besteht. Entlastung sowohl für den Präsidenten als auch für Frank kann nur die Aussage von Raymond Tusk vor dem Untersuchungsausschuss bringen. Beide versuchen ihren Einfluss auf Tusk geltend zu machen, wobei Frank aufgrund der Vorgeschichte zu Tusk als wahrscheinlicher Verlierer gilt. Frank fürchtet erstmals alles zu verlieren, insbesondere seine Freiheit. Frank spielt einen letzten Trumpf in Richtung des Präsidenten aus und setzt alles auf eine Karte. Nachdem Tusk vor dem Untersuchungsausschuss überraschend den Präsidenten belastet, bleibt dem Präsidenten keine andere Möglichkeit, als umgehend zurückzutreten. So geht Franks Plan zum Schluss auf und er wird ohne Neuwahlen aufgrund der Nachfolgeregelung als nächster Präsident der Vereinigten Staaten von Amerika vereidigt. |           |                           |               |                          |                                       |               |                                 |

## Staffel 3
Die dritte Staffel wurde am 27. Februar 2015 auf Netflix per Streaming veröffentlicht. Die deutschsprachige Erstausstrahlung sendete der Pay-TV-Sender Sky Atlantic HD vom 13. März bis zum 5. Juni 2015.
| Nr. (ges.) | Nr. (St.) | Deutscher Titel         | Originaltitel | Erstveröffentlichung USA | Deutschsprachige Erstausstrahlung (D) | Regie             | Drehbuch             |
| --- | --------- | ----------------------- | ------------- | ------------------------ | ------------------------------------- | ----------------- | -------------------- |
| 27 | 1         | Die Kehrseite der Macht | Chapter 27    | 27. Feb. 2015            | 13. März 2015                         | John Coles        | Beau Willimon        |
| Doug Stamper erholt sich nach Rachels Angriff mühsam von seiner schweren Verletzung. Remy Danton hat derweil Dougs Posten als Underwoods Stabschef übernommen. Frank, als neuer Präsident der Vereinigten Staaten seit nunmehr 6 Monaten im Amt, begnadigt seinen Vorgänger Walker, sodass sich dieser dem Untersuchungsausschuss nicht stellen muss. Dies und seine nicht aufgeklärten Verstrickungen in die Spendenaffäre lassen Franks Beliebtheit in der Bevölkerung und bei seinen politischen Gegnern, aber auch in der eigenen Partei und Regierung sinken. Um seine Beliebtheit zu steigern, legt Frank ein neues umfangreiches Konjunkturprogramm auf. Claire denkt derweil langfristig über die Präsidentschaft ihres Mannes hinaus und strebt eine Nominierung als Botschafterin der USA in der UNO an. Hierfür bittet sie Senator Mendoza, einen möglichen Herausforderer der Republikaner zur Wahl der Präsidentschaft 2016, sie zu unterstützen. Dieser sagt zu, sie zumindest nicht aktiv zu behindern. |           |                         |               |                          |                                       |                   |                      |
| 28 | 2         | Zwischenlösung          | Chapter 28    | 27. Feb. 2015            | 20. März 2015                         | John Coles        | John Mankiewicz      |
| Frank wird von seiner Parteispitze darüber informiert, dass sie ihn nicht für die Kandidatur zum Präsidentenamt 2016 aufstellen möchte. Auch Claire bekommt in ihrem Bestreben nach einem Botschafterjob überraschend Gegenwind. Ausgerechnet von Senator Mendoza. Trotz aller Bemühungen nach einem fatalen Auftritt zu ihrer Bewerbung vor dem Senat gelingt es ihr nicht, zur Botschafterin gewählt zu werden. Frank erwägt derweil seine Wahlkampagne 2016 zunächst auch ohne die Parteiführung aufzubauen und beginnt erste Aktivitäten für seine Wahl zum Präsidenten. Auch Remy Danton bringt sich für Frank ein, indem er mit Jackie als Mitglied der Parteiführung versucht, einen Deal auszuhandeln. Doch statt die Schritte fortzuführen, überredet Frank die Parteiführung, im Gegenzug für seinen Verzicht auf die Kandidatur 2016 sein umstrittenes „America Works“-Programm zur Vollbeschäftigung zu unterstützen. Medienwirksam verkündet er kurz darauf sein Programm und verzichtet gleichzeitig öffentlich auf seine Kandidatur 2016. Claire möchte sich derweil nicht mit der Niederlage zufriedengeben und bittet ihren Mann Frank, sie per Dekret als Botschafterin für die USA in der UNO zu ernennen. |           |                         |               |                          |                                       |                   |                      |
| 29 | 3         | Staatsbankett           | Chapter 29    | 27. Feb. 2015            | 27. März 2015                         | Tucker Gates      | Frank Pugliese       |
| Frank hat den russischen Präsidenten Petrov zu Gast im Weißen Haus. In kurzen, aber zähen Verhandlungen unter vier Augen neben den offiziellen Anlässen möchte er den russischen Präsidenten dazu überreden, einer Friedensmission im Nahen Osten zuzustimmen. Bei einem gemeinsamen Abendessen kommt es zunächst zu einem Eklat zwischen Präsident Petrov und geladenen Gästen der Pussy Riot und am späteren Abend zu einem Affront zwischen Petrov, Claire und Frank, wobei Frank das Gesicht verliert. Er merkt, dass Petrov seine Grenzen austestet. Doug Stamper erholt sich derweil weiterhin von seinen Verletzungen und fühlt sich zunehmend ausgegrenzt; ein lukratives Jobangebot schlägt er aus, weil er es als vom Präsidenten fingiert ansieht, um ihn loszuwerden. Er versucht weiterhin, Rachel zu finden, und geht hierfür einen Deal ein. Zwischenzeitlich rückt Petrov bei einem letzten vertraulichen Gespräch mit der Sprache heraus und fordert von Frank den vollständigen Abbau des Raketenschildes in Europa, im Gegenzug würde er einer Friedensmission im Nahen Osten zustimmen. Währenddessen hatte Claire eine gesellige Unterhaltung mit der Außenministerin Catherine Durant, gemeinsam schmieden sie einen Plan, wie sie eine Friedensmission im Nahen Osten auch an einem möglichen Veto Russlands vorbei initiieren können. Schließlich schlägt sich Frank auf die Seite von Claire und Catherine und stößt den russischen Präsidenten bei einer Abschluss-Pressekonferenz vor den Kopf, indem er die Arbeit von Pussy Riot öffentlich würdigt und sich gegen ihn stellt. |           |                         |               |                          |                                       |                   |                      |
| 30 | 4         | Die Kandidatin          | Chapter 30    | 27. Feb. 2015            | 3. Apr. 2015                          | Tucker Gates      | Laura Eason          |
| Frank unterliegt den Belastungen des Amtes als Präsident der Vereinigten Staaten. Insbesondere das Schicksal eines unbeteiligten Dritten bei einem Drohnenangriff geht ihm sehr nah. Abgelenkt durch die emotionale Belastung, bemerkt er zu spät, dass sich die Führungsspitze seiner Partei allmählich auf Heather Dunbar, ehemalige Sonderermittlerin des Untersuchungsausschusses, zur Präsidentschaftswahl 2016 fokussiert. Um sie als potentielle Kandidatin aus dem Rennen zu nehmen, bietet er ihr die Nachfolge eines Platzes im obersten Bundesgericht der USA an, was sie spontan annimmt. Als der ausscheidende Richter jedoch seine Entscheidung, sein Amt aus gesundheitlichen Gründen niederzulegen, revidiert, erklärt Heather Dunbar spontan ihre Kandidatur als Präsidentschaftskandidatin 2016, was Frank in große Selbstzweifel über sein Können stürzt. Selbst seine Frau, mit taktischen Schachzügen im UN-Sicherheitsrat beschäftigt, kann ihn nur schwerlich aufbauen. Doug Stamper sucht derzeit mit Hilfe des Hackers, der inzwischen eine Bewährungsstrafe beim FBI abarbeiten muss, nach dem Aufenthaltsort von Rachel und muss erkennen, dass seine Mittel hierfür nicht reichen. Auch ist er über die monatelange Zwangspause als Berater von Frank frustriert. Spontan bietet er daher Heather Dunbar seine Hilfe bei ihrer Präsidentschaftskandidatur an. |           |                         |               |                          |                                       |                   |                      |
| 31 | 5         | Ausnahmezustand         | Chapter 31    | 27. Feb. 2015            | 10. Apr. 2015                         | James Foley       | Kenneth Lin          |
| Präsident Underwood steckt alle Energie in sein Amerika-Works-Programm. Er geht dabei so weit, dass er in Zusammenarbeit mit dem Bürgermeister des Distrikts Columbia für Washington den Notstand ausrufen lässt, um somit an finanzielle Mittel aus dem Heimatschutzprogramm zu gelangen. Dies ruft den Kongress über die Parteigrenzen hinweg auf den Plan, und die Einleitung eines möglichen Amtsenthebungsverfahrens wird angekündigt. Auch der Amtsleiter des Heimatschutzes ist gegen die Freigabe der Mittel, sodass dieser der Presse brisante Informationen zuspielt, die Franks möglicher Gegenkandidatin, Heather Dunbar, in die Karten spielt. Claire Underwood muss derweil im UN-Sicherheitsrat schwerste diplomatische Arbeit gegen die russische Regierung leisten, um ihre UN-Resolution durchzubringen. Schließlich braucht sie ein weiteres Mal die Hilfe ihres Mannes, der ihr mit einem Erlass des Präsidenten zur Stationierung von Truppen unter die Arme greift. Doug Stamper empfiehlt sich für Heather Dunbar durch erste Ratschläge und erweitert ihren Stab. Auch macht er ihr klar, dass er der Mann für die Arbeit hinter den Kulissen sei, indem er sie in ein Geheimnis um das Präsidentenpaar einweiht. Heather stellt Doug ein, zweifelt aber nach wie vor an dessen wahren Beweggründen. |           |                         |               |                          |                                       |                   |                      |
| 32 | 6         | Wahrer Mut              | Chapter 32    | 27. Feb. 2015            | 17. Apr. 2015                         | James Foley       | Melissa James Gibson |
| Frank und Claire reisen auf Einladung Petrovs nach Russland, um dort einerseits die festgefahrene Friedensmission für den Nahen Osten zu besprechen und andererseits um einen in Russland verhaften Amerikaner frei zu bekommen, der aufgrund seiner öffentlichen Kritik am russischen Homosexuellengesetz dort im Gefängnis sitzt. Während Frank mit Petrov über den Nahen Osten verhandelt und beide schnell Ergebnisse erzielen, versucht Claire den gefangenen Amerikaner davon zu überzeugen für seine Freilassung eine Erklärung abzugeben, was dieser ablehnt. Trotz aller Versuche Franks, die Situation zu entschärfen und sich selbst für das Erreichen des Ziels zu entwürdigen, entgleitet die Situation schließlich durch den Suizid des amerikanischen Gefangenen. Claire, Frank und Petrov bereiten zunächst eine gemeinsame Erklärung vor, die jedoch während des öffentlichen Auftritts von Claire nicht eingehalten wird. Öffentlich prangert sie, zum großen Entsetzen von Frank, Petrovs Politik an. Auf dem Rückflug von Russland nach Amerika kommt es zum Eklat zwischen Claire und Frank. Doug Stamper macht inzwischen Fortschritte bei seiner Genesung und kann erste Erfolge für Heather Dunbar erzielen. Auch sein FBI-Spitzel kommt bei der Suche nach Rachel einen entscheidenden Schritt weiter. |           |                         |               |                          |                                       |                   |                      |
| 33 | 7         | Ein neues Gelübde       | Chapter 33    | 27. Feb. 2015            | 24. Apr. 2015                         | John Dahl         | Beau Willimon        |
| Claire und Frank geraten nach dem Debakel in Russland in eine schwere Beziehungskrise. Beiden wird offenbar klar, wie sehr sie sich auseinandergelebt haben und unterschiedliche Ziele verfolgen. Spät bemerken sie, dass sie sich damit selbst und ihren Zielen schaden. Um den Problemen zu begegnen, erneuern sie in ihrer früheren Heimatstadt ihr Ehegelübde. Doug Stamper kommt mithilfe seines Spions beim FBI inzwischen den Aufenthaltsort von Rachel heraus. |           |                         |               |                          |                                       |                   |                      |
| 34 | 8         | Hurrikan                | Chapter 34    | 27. Feb. 2015            | 1. Mai 2015                           | John Dahl         | Bill Kennedy         |
| Ein Hurrikan steuert auf die Ostküste der USA zu. Da Frank aus dem Nothilfe-Etat Mittel für sein in politischen Kreisen umstrittenes, aber allmählich erfolgreich angelaufenes Amerika-Works-Programm entnommen hat, stehen ihm jetzt nicht genügend finanzielle Mittel zur Verfügung. Die Parteispitzen der Republikaner und Demokraten sagen Frank mehr als die notwendigen Mittel zu, im Gegenzug soll Frank allerdings sein Amerika-Works-Programm beenden. Doug Stamper arrangiert inzwischen, dass Heather Dunbar sich mit ihrer Gegenspielerin Jackie Sharp vereint. Beide unterbrechen ihren Wahlkampf und wollen sich den Hilfsteams für die Sturmopfer anschließen. Erstmals informiert Doug aber auch Seth, der den Präsidenten über diese geheime Absprache informieren soll. Claire konnte derweil im UN-Sicherheitsrat endlich ihre Resolution durchbringen. Der außenpolitische Erfolg allerdings verpufft in Anbetracht der drohenden Katastrophe. Kurz bevor der Hurrikan auf die Ostküste trifft, unterschreibt Frank das Gesetz, um so die notwendigen Mittel für den Katastrophenschutz frei zu bekommen. Entgegen den meisten Prognosen dreht der Hurrikan allerdings, kurz bevor er auf die Ostküste trifft. Frank versucht das Gesetz noch zu stoppen, doch es ist zu spät. Sein Amerika-Works-Programm ist gestrichen. Frank bekommt hierdurch den entscheidenden Einfall, sich nun doch für das Präsidentenamt 2016 zu bewerben, mit Amerika Works als Wahlkampfprogramm. |           |                         |               |                          |                                       |                   |                      |
| 35 | 9         | Rache auf Russisch      | Chapter 35    | 27. Feb. 2015            | 8. Mai 2015                           | Robin Wright      | John Mankiewicz      |
| Auf russische Soldaten der gemeinsamen Friedensmission im Nahen Osten ist ein Anschlag verübt worden, der ein Kräftemessen zwischen den USA und Russland auf diplomatischer Ebene in Gang setzt. Doug Stamper erfährt derweil von seinem Kontakt beim FBI vom angeblichen Tod von Rachel und stürzt in eine Lebenskrise. Er gibt sich wieder dem Alkohol hin. |           |                         |               |                          |                                       |                   |                      |
| 36 | 10        | Spitzentreffen          | Chapter 36    | 27. Feb. 2015            | 15. Mai 2015                          | Agnieszka Holland | Frank Pugliese       |
| Die Friedensmission im Nahen Osten ist gescheitert. Um im anhaltenden Wahlkampf um die Präsidentschaft 2016 nicht mit einer außenpolitischen Niederlage dazustehen, sucht Frank das Gespräch mit Petrov, um die Friedensmission aufzulösen. Beide treffen sich in der russisch kontrollierten Zone im Nahen Osten unter schwersten Sicherheitsauflagen und führen ein Vieraugengespräch über die Konditionen des Abzugs. Hierbei muss Frank einsehen, dass die Russen ein falsches Spiel gespielt haben und er nun eine schwere Entscheidung zu Lasten seiner Beziehung treffen muss, wenn er nicht mit einer außenpolitischen Niederlage dastehen will. Doug Stamper erholt sich derweil, auch dank Unterstützung durch seinen Bruder und dessen Familie, von seinem Rückfall in die Alkoholsucht. |           |                         |               |                          |                                       |                   |                      |
| 37 | 11        | Die Fernsehdebatte      | Chapter 37    | 27. Feb. 2015            | 22. Mai 2015                          | Agnieszka Holland | Melissa James Gibson |
| Jackie Sharp, Präsident Frank Underwood und Heather Dunbar stellen sich erstmals in einer gemeinsamen Live-Fernsehdebatte der Wählerschaft als mögliche Präsidentschaftskandidaten der demokratischen Partei. Jackie Sharp hat, da sie bei den Umfragen bereits abgeschlagen auf dem dritten Platz liegt, im Vorfeld mit Frank ein Arrangement getroffen. Für die Vizepräsidentschaft greift sie Heather an und führt eine Charakterdebatte, was beide Kandidatinnen entsprechende Zustimmung kostet und Frank somit als Gewinner aus der Debatte hervorgehen lässt. Überraschend stellt sich Frank allerdings in der Debatte auch gegen Jackie, um die Positionen und die Rangordnung klarzustellen. Jackie ist hierüber so verärgert, dass sie im Nachgang, für Frank ebenso überraschend, ihre Kandidatur zwar zurückzieht, dann aber um Unterstützung für Heather Dunbar bittet. Mit dem Rückzug von Jackie Sharp legt auch Remy Danton, der noch immer eine geheime Beziehung zu Jackie Sharp pflegt, überraschend sein Amt als Stabschef des Präsidenten nieder und unterstützt nun das Wahlkampfteam von Heather Dunbar. |           |                         |               |                          |                                       |                   |                      |
| 38 | 12        | Kopf an Kopf            | Chapter 38    | 27. Feb. 2015            | 29. Mai 2015                          | Robin Wright      | Beau Willimon        |
| Claire tritt nach dem Rücktritt als UN-Botschafterin verstärkt im Wahlkampf auf und bringt ihrem Mann Frank wichtige Punkte. Um nicht ins Hintertreffen zu geraten, sucht das Wahlkampfteam von Heather Dunbar nach Schwachstellen bei Claire, kann aber nichts finden. Heather kontaktiert daher Doug Stamper, der ein Tagebuch aufbewahrt, welches einen Eintrag zu einer Abtreibung von Claire enthält. Heather droht Frank, dies zu veröffentlichen, wenn er sich nicht als Präsidentschaftskandidat zurückzieht. Claire ist über diese Nachricht sehr besorgt, das Zerwürfnis mit Frank vertieft sich hierbei stark, beide entfernen sich zunehmend voneinander. Doug Stamper wird derweil aufgrund der möglichen Weitergabe des Tagebuchs zur Abtreibung von Claire an Heather Dunbar zum Präsidenten zitiert. Doug legt diesem das Tagebuch überraschend vor und beweist somit seine Treue. Frank stellt Doug Stamper daraufhin umgehend als Stabschef ein. Dieser nutzt seine neuen Möglichkeiten sofort, um sich auf die Suche nach seinem FBI-Kontakt zu machen, da dieser den Tod von Rachel nur vorgetäuscht hat, um aus der Abhängigkeit von Doug Stamper zu entkommen. |           |                         |               |                          |                                       |                   |                      |
| 39 | 13        | Ebenbürtig              | Chapter 39    | 27. Feb. 2015            | 5. Juni 2015                          | James Foley       | Beau Willimon        |
| Doug Stamper macht seinen ehemaligen FBI-Kontakt ausfindig und erpresst von ihm den Aufenthaltsort von Rachel. Er spürt Rachel daraufhin auf und entführt sie. Von Selbstzweifeln geplagt, muss Doug sich entscheiden, ob er Rachel umbringt oder in ihr neues Leben ziehen lässt. Frank Underwood und Heather Dunbar kämpfen derweil um die Vorwahl in Iowa, beide liegen Kopf an Kopf. Claire steigert sich während der Wahlkampftour immer tiefer in ihre Lebenskrise hinein und wird von ihren Selbstzweifeln psychisch überrannt. Abrupt zieht sie sich nach einer Auseinandersetzung mit Frank nach Washington zurück. Frank kann trotzdem die Vorwahl in Iowa gewinnen und versucht die offensichtliche Abwesenheit von Claire nicht zu einem öffentlichen und politischen Thema zu machen, was ihm mühsam gelingt. Nach seiner Rückkehr nach Washington kommt es zu einer emotionalen Aussprache zwischen Claire und Frank, was Claire zu einer heftigen Reaktion herausfordert. |           |                         |               |                          |                                       |                   |                      |

## Staffel 4
Die vierte Staffel wurde am 4. März 2016 auf Netflix per Streaming veröffentlicht. Die deutschsprachige Erstausstrahlung sendete der Pay-TV-Sender Sky Atlantic HD vom 4. März bis zum 27. Mai 2016.
| Nr. (ges.) | Nr. (St.) | Deutscher Titel        | Originaltitel | Erstveröffentlichung USA | Deutschsprachige Erstausstrahlung (D) | Regie            | Drehbuch                           |
| --- | --------- | ---------------------- | ------------- | ------------------------ | ------------------------------------- | ---------------- | ---------------------------------- |
| 40 | 1         | Wahlkampf              | Chapter 40    | 4. März 2016             | 4. März 2016                          | Tucker Gates     | Beau Willimon                      |
| Während der Vorwahlen in New Hampshire muss Francis ohne Claire auskommen, die zu ihrer Mutter nach Texas gereist ist. Als Entschuldigung wird vorgeschoben, dass Claire die Vorwahlen in Texas vorbereiten wolle. Während Francis Albträume hat, in denen es zu körperlicher Gewalt zwischen ihm und Claire kommt, trifft sich Claire auf ihrer Farm mit der Beraterin LeAnn Harvey, die ihren Wahlkampf für den 30. Kongresswahlbezirk von Texas leiten soll. Dafür muss Claire allerdings die vor der Pension stehende Abgeordnete Doris Jones überzeugen, die ihrer Tochter Celia den Sitz versprochen hat. Doug stattet LeAnn einen Besuch ab und vermittelt ihr ein Telefonat mit dem Präsidenten, der ihr von einer Zusammenarbeit mit Claire abrät. Bei einem gemeinsamen Treffen mit Claire und Doug äußert Doris Jones ihre Bedenken, da Claire die Menschen im Bezirk nicht repräsentiere. Claire gibt nicht auf und bietet ihr finanzielle Unterstützung für die Einrichtung eines vorgesehenen Brustkrebszentrums an. Währenddessen wird Lucas aus dem Gefängnis entlassen; er erhält einen Platz im Zeugenschutzprogramm. Seth erhält ein Angebot von Cynthia, der Wahlkampfleiterin von Heather Dunbar. Sie möchte Informationen darüber, warum Claire nicht in New Hampshire ist und bietet ihm einen Posten in der Regierung an, sollte Dunbar zur Präsidentin gewählt werden. Kurz darauf vermuten die Medien einen Streit zwischen dem Präsidenten und der First Lady. Francis folgt dem Ratschlag von Doug und reist nach Texas zu einem Treffen mit Claire. Dort überrascht er sie mit Informationen zur Lymphdrüsenkrebs-Erkrankung ihrer Mutter. Um die Gerüchte abzuschwächen, einigen sich Francis und Claire darauf, dass er nicht in ihren Wahlkampf eingreifen wolle, sofern sie bei der anstehenden Rede zur Lage der Nation anwesend ist. Auf dem Heimweg muss Francis seine Niederlage bei den Vorwahlen in New Hampshire eingestehen, während Claire ihre Mutter konfrontiert und von ihr angestachelt wird, ihren Mann „in die Schranken zu weisen“. |           |                        |               |                          |                                       |                  |                                    |
| 41 | 2         | Die Lage der Nation    | Chapter 41    | 4. März 2016             | 11. März 2016                         | Tucker Gates     | Melissa James Gibson               |
| Bei einem Treffen mit wohlhabenden Freundinnen empfiehlt Claires Mutter Elizabeth, Heather Dunbar mit Spenden unterstützen zu wollen, um Francis' Wahlsieg zu verhindern und damit sich Claire um ihre eigene Karriere kümmern kann. Claire arrangiert währenddessen die Finanzierung der Brustkrebsklinik und bittet Doris Jones darum, die Kandidatur ihrer Tochter aufzuschieben. Celia bittet Jackie Sharp wiederum um Zuschüsse und verspricht ihr dafür eine hohe finanzielle Unterstützung für den nächsten Kongresswahlkampf. Jackie erzählt Remy von dem Angebot und fragt ihn, ob er mit LeAnn sprechen könne. Nach einem Telefonat mit Doris Jones nimmt Francis Änderungen an der Rede zur Lage der Nation vor, in welcher er Doris die Bemühung um eine Finanzierung der geplanten Klinik versichert. Zusätzlich gibt Francis unter tosendem Beifall bekannt, dass Doris' Tochter Celia für den Sitz ihrer Mutter kandidieren und Claire ihre Kandidatur unterstützen werde, womit er Claires Plan einer eigenen Kandidatur zunichte macht. Zudem leidet auch Jackie darunter, der die versprochenen Wahlkampfgelder entgehen. Nach der Rede offenbart Francis Claire, dass der Zeitpunkt für eine Kandidatur unangemessen sei. Gegenüber LeAnn macht sie deutlich, dass sie in größeren Dimensionen denken und noch in diesem Jahr für ein Amt kandidieren wolle. Unterdessen muss Francis über die Zukunft von Igor Milkin, einem russischen Geschäftsmann, entscheiden, der in den Vereinigten Staaten politisches Asyl beantragt hat, weil ihm in Russland die Ermordung droht. Der russische Präsident Viktor Petrov vermutet Francis hinter dem Komplott dreier Geschäftsleute, an dessen Ende Petrov gestürzt werden sollte. Nach dem Telefonat äußert Francis das Vorhaben, Milkin nicht ausliefern zu wollen. Nach ihrer Rückkehr nach Texas bittet Claire ihre Mutter um einen Teil des Vermögens, um weiterhin LeAnns Dienste in Anspruch nehmen zu können. Für den Fall, dass sie dies nicht machen wolle, droht Claire ihr mit dem Verkauf des Anwesens. |           |                        |               |                          |                                       |                  |                                    |
| 42 | 3         | Die Sünden des Vaters  | Chapter 42    | 4. März 2016             | 18. März 2016                         | Robin Wright     | Frank Pugliese                     |
| Kurz vor den Vorwahlen in South Carolina macht Francis Halt in seiner Heimatstadt Gaffney. LeAnn erfährt derweil von einem Datenforscher, dass die hohen Ölpreise zu Aufständen führen könnten und Claire beliebter ist als ihr Mann. In einer Bank gibt sie vor, ein neues Schließfach eröffnen zu wollen. Letztlich öffnet sie aber ein anderes Schließfach, in der sie unter anderem Fotos findet, die sie abfotografiert. Zudem verstaut sie die Ohrringe, die Francis Claire vor der Rede zur Lage der Nation gab. Bei einem Treffen mit Oren Chase, mit dem Francis Jahre zuvor den Streit im Rahmen des Autounfalls nahe dem Peachoid ausfocht, gibt sie ein Plakat in Auftrag, das Francis' Vater in einem für den Ku-Klux-Klan üblichen Kostüm zeigt. Während Doug und Francis nach der Veröffentlichung Seth des Verrats verdächtigen, findet Meechum heraus, dass die Mieterin des Schließfachs, die LeAnn war, eine falsche Identität vortäuschte. Doris und Celia Jones, die Francis zuvor bei seiner Kampagne unterstützten, ziehen im Rahmen des Skandals ihre Unterstützung zurück. Unterdessen fährt Lucas mit einem geliehenen Auto zu einer Wahlkampfveranstaltung von Dunbar. Dort schleust er sich in die Pressezone ein, um Dunbar von Francis' Verbrechen zu überzeugen, was ihm allerdings nicht gelingt. Francis fordert Chase auf, die Schuld auf sich zu nehmen, bevor er bei einem Gottesdienst mit der Unterstützung des Bürgermeisters versucht, das Vertrauen der afroamerikanischen Wähler zurückzugewinnen. So legt er offen, dass sein Vater nicht im Klan gewesen sei und dieses Bild arrangieren ließ, um die Familie weiterhin ernähren zu können. Als Seth ein Bild, das Francis als Vizepräsident neben dem Darsteller seines Ur-Ur-Ur-Großvaters im Bürgerkrieg zeigt, Dunbar zusendet, weist Seth im Gespräch mit Francis die Schuld von sich ab und verdächtigt Meechum, was Francis nach einem Gespräch mit Meechum allerdings ausschließt. Im Schließfach entdeckt Francis schließlich die Ohrringe. In einer Aussprache mit Claire fordert sie, dass er sie zur Kandidatin für die Vizepräsidentschaft mache. Andernfalls werde sie seine Präsidentschaftskandidatur beenden. |           |                        |               |                          |                                       |                  |                                    |
| 43 | 4         | Akt der Verzweiflung   | Chapter 43    | 4. März 2016             | 25. März 2016                         | Robin Wright     | John Mankiewicz                    |
| Erste Umfragen zeigen ein geringes Verständnis für eine gemeinsame Kandidatur von Francis und Claire. Francis und Doug denken daran, LeAnn ins Team zu holen, sie zur Wahlkampfmanagerin zu machen und gleichzeitig Kontrolle über Claire ausüben zu können. Doug konfrontiert Seth erneut mit den Vorwürfen, die er erneut abstreitet. Dunbar nimmt Kontakt zur Justizministerin auf und berichtet ihr von der Unterhaltung mit Lucas, womit sie sich aus rechtlichen Gründen allerdings nicht beschäftigen möchte. Bei einem Treffen mit Cynthia, Wahlkampfleiterin von Dunbar, äußert Seth sein Interesse an dem unterbreiteten Angebot und erlangt durch ein Missverständnis Kenntnis über Dunbars Treffen mit Lucas. Claire zeigt sich damit einverstanden, dass Francis sie nicht zur Vizepräsidentin machen will und LeAnn ab sofort Francis Wahlkampf leitet, sofern er mit der von ihr geforderten Scheidung konform geht. Mit dem Willen, Claires Plan zu durchkreuzen, bestellt er Meechum ins Oval Office. Bei einer darauffolgenden Veranstaltung an einer Universität kommt es zu einem Attentat auf Francis, bei dem Meechum, der den Attentäter töten kann, seinen Schussverletzungen erliegt. In dessen Folge übernimmt gemäß dem 25. Zusatzartikel Vizepräsident Donald Blythe als kommissarischer Präsident die Amtsgeschäfte. Inmitten des Chaos streitet ein Teil des Kabinetts darüber, ob der Geschäftsmann Igor Milkin, der sich auf seinem Flug nach Estland befindet, weiterfliegen oder umkehren soll. Insbesondere Außenministerin Catherine Durant möchte die Situation nutzen und Milkin umkehren lassen. Während Lucas als der Schütze des Attentats identifiziert wurde, wurden Francis bei einer Operation drei Viertel seiner Leber entfernt. Doug bittet Claire unterdessen darum, Blythe bei seiner Entscheidung bezüglich der Milkin-Operation zu helfen. Nach einer Unterhaltung entscheidet er sich dafür, das Flugzeug in China landen zu lassen, da Petrov mit diesem Entschluss am wenigsten rechnen würde. |           |                        |               |                          |                                       |                  |                                    |
| 44 | 5         | Diskreditiert          | Chapter 44    | 4. März 2016             | 1. Apr. 2016                          | Tom Shankland    | Melissa James Gibson               |
| Claire, Doug und Blythe erfahren, dass sich Francis' Leber nicht schnell genug erholt und deshalb eine kurzfristige Transplantation nötig ist. Blythe muss ein Telefonat mit Petrov führen und befürchtet, dass dieser ihn nicht zu Wort kommen lassen wird. Letztlich zieht er Claire zu Rate und lässt sie das Telefonat mithören, damit sie ihm Hinweise geben kann. Da Petrov nicht mit Blythe verhandeln möchte, informiert Blythe ihn auf Anraten von Claire über Francis' schlechten Zustand und hält somit die Möglichkeit für Verhandlungen offen. Unterdessen wird Doug von seinem FBI-Kontakt Nathan Green über Dokumente informiert, die in Lucas' Wohnung gefunden wurden und die die Verbindung zwischen Francis und den Morden an Peter Russo und Zoe Barnes erneuern. Das FBI tritt auch an Tom Hammerschmidt, den ehemaligen Chefredakteur des Washington Herald, heran, der in Rücksprache mit Lucas einen Artikel über Underwood veröffentlichen sollte, als dieser noch Vizepräsident war. Doug erfährt außerdem, dass Seth das Bürgerkriegsfoto veröffentlichte und fordert ihn daher zum Rücktritt auf. Auch bezüglich der Verhandlungen mit den Chinesen bittet Blythe Claire um Hilfe, da Durant bei der chinesischen Delegation kein hohes Ansehen genießt. Via LeAnn spürt Claire Remy auf, der ehemals für Raymond Tusk arbeitete und sich nun zu einer Auszeit bei seinen Eltern in Florida aufhält. Sie erpresst ihn mit Bildern von ihm und Jackie, woraufhin er sich mit Tusk trifft und ihn von der Beteiligung überzeugen kann. Dunbar besteht währenddessen darauf, trotz Francis' Zustand den Wahlkampf fortzusetzen. Seth findet allerdings eine Möglichkeit, Dunbars Kampagne zu beenden und damit auch sich selbst zu retten. Später bedroht Doug ihn, indem er versucht, ihm mit einem Wasserglas die Luft zu nehmen. Bei einer Pressekonferenz weist Claire die Mordanschuldigungen von Lucas zurück und beschreibt ihn als einen Mann mit psychischen Problemen. Kate Baldwin trifft sich daraufhin mit Hammerschmidt, der zunächst nicht an Lucas' Geschichte glauben will, nach Betrachten eines Zeitungsartikels aber erneut zu recherchieren beginnt. Schließlich trifft sich Blythe mit Tusk und Remy und hintergeht damit Doug, der als Stabschef über solche Treffen in Kenntnis gesetzt werden will. Claire, die dieses Treffen erst möglich machte, stößt zum Treffen hinzu und hört sich deren Vorschlag an. Im Wissen, dass Francis nur an der dritten Stelle der Spendenempfänger steht, bietet sich Doug als Spender an, um Francis das Leben zu retten. Der Arzt lehnt dies aber ab, da eine Teilspende laut ihm nicht genügt. |           |                        |               |                          |                                       |                  |                                    |
| 45 | 6         | Im Angesicht des Todes | Chapter 45    | 4. März 2016             | 8. Apr. 2016                          | Tom Shankland    | Laura Eason                        |
| Doug will der Wartezeit auf eine neue Leber ein Ende setzen und fordert die Gesundheitsministerin auf, Francis in der Empfängerliste auf den ersten Platz zu setzen und dafür den einzigen noch vor ihm platzierten Empfänger zu übergehen. In einer Halluzination begegnet Francis im Oval Office seinen beiden Mordopfern Zoe Barnes und Peter Russo. Währenddessen erfährt LeAnn von der Suchmaschine Pollyhop, die Suchanfragen zugunsten des republikanischen Präsidentschaftskandidaten Will Conway manipuliert und Francis die Wahl deshalb schon so gut wie verloren habe. Heather Dunbar bestätigt unterdessen bei einer Anhörung ein Treffen mit Lucas und dass sie danach die Justizministerin über die Begegnung mit ihm informierte. Zudem wirft sie dem Präsidenten vor, politische Sabotage zu betreiben und das Justizministerium für seine Zwecke zu nutzen, obwohl Francis seit Beginn der Untersuchungen gar nicht bei Bewusstsein war. Claire besteht zum Unbehagen von Außenministerin Durant darauf, gemeinsam mit ihr zum G7-Gipfel nach Brandenburg zu reisen. Auf ihrer Reise erfährt sie zwar, dass ihr Mann auf die Lebertransplantation vorbereitet wird, lehnt ein sofortiges Umkehren des Flugzeugs aber ab. Nach erfolgreichen Verhandlungen mit Petrov informiert Blythe sie über den erfolgreichen Operationsverlauf und dass er so bald wie möglich aus der Klinik ins Weiße Haus verlegt wird. Nach ihrer Rückkehr sichert Francis ihr die Unterstützung für ihren Plan bezüglich Russland zu und bittet Claire darum, bei ihm zu bleiben. Sie wolle, wie sie sagt, nicht mehr nur First Lady sein, weshalb Francis versöhnend auf ihren Wunsch nach einer andersartigen Beziehung eingeht. Kurz darauf unterzeichnet Francis in Anwesenheit des Kabinetts ein Dokument, dass Blythe vom Amt des kommissarischen Präsidenten entbindet und Francis wieder zum Präsidenten macht. |           |                        |               |                          |                                       |                  |                                    |
| 46 | 7         | Inlandsüberwachung     | Chapter 46    | 4. März 2016             | 15. Apr. 2016                         | Tom Shankland    | Bill Kennedy                       |
| Aufgrund ihrer Aussagen bei ihrer Anhörung steigt Dunbar aus dem Präsidentschaftswahlkampf aus, womit Francis der einzige verbliebene Demokrat im Rennen um die Nominierung ist. Francis muss sich wiederum mit der extremistischen Islamic Caliphate Organisation, kurz ICO, auseinandersetzen. Er befürchtet die Rekrutierung amerikanischer Bürger und beantragt am FISC eine Überwachung des inländischen Datenverkehrs. Bei der Beisetzung von Meechum äußert er Donald Blythe gegenüber seinen Wunsch, mit ihm als Vizepräsidentschaftskandidat in die Wahl ziehen zu wollen. Blythe lehnt ab und auch die Parteiführung spricht sich gegen Blythe als Vizepräsident aus. Bei einer Wahlkampfveranstaltung kritisiert der republikanische Präsidentschaftskandidat Will Conway, Gouverneur von New York, die Regierung für die Ignoranz gegenüber ICO. Nach der Veranstaltung bringt ein Reporter Gerüchte über die Suchmaschine Pollyhop in Umlauf, die Conway laut Datenforscher Aidan MacAllan mit Wählerdaten versorge. Nach Rücksprache mit Conway reicht General Brockhart, Unterstützer eines militärischen Vorgehens gegen ICO, bei Francis seinen Rücktritt ein, da Francis nicht gegen ICO vorgehen wolle und mit dieser Art von Sicherheitspolitik nichts erreicht werde. Um ihn vom Rücktritt abzubringen und eine gegen ihn gerichtete Kampagne zu verhindern, befiehlt Francis eine militärische Aktion. Claire setzt sich unterdessen für ein Gesetz ein, das die Überprüfung beim Waffenerwerb regulieren soll. Vor der Parteiführung setzt sich Francis für seine Frau ein und zeigt sich bereit, einen Waffenbefürworter als Vizepräsidentschaftskandidaten nominieren zu wollen, sollte der noch offene Sitz des zurückgetretenen Richters des Supreme Courts, Robert Jacobs, mit einem Waffengegner besetzt werden. Tom Hammerschmidt, der ehemalige Chefredakteur des Washington Herald, trifft sich mit seiner früheren Reporterin Janine Skorsky, die scheinbar unter einer Tablettensucht leidet. Sie bekräftigt Lucas' Theorien, weshalb Hammerschmidt seine Recherchen wiederaufnimmt. Bei einem Webcast nimmt Conway zu den Pollyhop-Gerüchten Stellung und spricht über die Beziehung zum Gründer der Suchmaschine. Er bekräftigt, dass er nicht an den Daten einzelner Personen, sondern an Metadaten interessiert sei. Zudem eröffnet er allen Menschen die Möglichkeit, sein Privatleben zu verfolgen, indem er vergangene und zukünftige E-Mails, Textnachrichten, Fotos und Videos auf seiner Internetseite veröffentlicht. LeAnn besteht auf eine Zusammenarbeit mit dem Datenforscher Aidan MacAllan, da er Francis, der in den Umfragen weit zurückliegt, mit seinen Methoden den Wahlsieg bescheren könnte. Francis lehnt zunächst ab, doch nachdem Conway den Zugang zu seinen Daten öffentlich gemacht hat, bricht er die militärische Operation gegen ICO ab und entscheidet sich für eine Kooperation mit MacAllan. |           |                        |               |                          |                                       |                  |                                    |
| 47 | 8         | Bauernopfer            | Chapter 47    | 4. März 2016             | 22. Apr. 2016                         | Alex Graves      | John Mankiewicz                    |
| Der republikanische Präsidentschaftskandidat Will Conway tritt an den Autor Thomas Yates heran und möchte die Veröffentlichung des Buches über die Underwoods vorantreiben. Dafür bieten die Conways dem seit Jahren kommerziell erfolglosen Autor ein Porträt in der Zeitschrift Vanity Fair an. Francis trifft sich mit dem Senator Dean Austen, dem Wunschkandidaten der Parteiführung für die Vizepräsidentschaft, der zudem ein Unterstützer der NRA ist. Er bittet Austen, Claires Waffengesetz nicht öffentlich anzugreifen. Die demokratische Parteiführung äußert ihre Zweifel daran, dass das Waffengesetz vor der Wahl nicht verabschiedet werden könne. Claire macht daraufhin deutlich, dass man sich Gedanken über eine Alternative zu Austen machen werde, sollte der Kongress über das Gesetz nicht abstimmen. Nun wird Austen von Francis vor die Wahl gestellt, sodass er entweder Claires Gesetzentwurf unterstützen oder von der Vizepräsidentschaft Abstand nehmen müsse. Austen willigt ein und äußert öffentlich seine Unterstützung für den Entwurf. Julia Melman, Vorsitzende der NRA, erinnert ihn allerdings daran, dass die Waffenlobby ihm bei einer Niederlage Underwoods den Rücken zuwenden werde, nachdem Claire deutlich gemacht hat, dass Francis im Senat für den Misserfolg des Entwurfs sorgen werde. Yates trifft sich mit Doug und fordert ein Treffen mit Claire. Nach einem Gespräch mit ihr nimmt Yates eine Anstellung als Redenschreiber der Underwoods an. Tom Hammerschmidt spricht mit Zoe Barnes' Vater, der eine Affäre mit Francis allerdings nicht bestätigen kann. Der Besitzer einer Pizzeria in Zoes früherer Nachbarschaft berichtet ihm, dass Meechum des Öfteren bei ihm in der Pizzeria gewesen sei. Hammerschmidt intensiviert daraufhin seine Recherchen und geht die Reiseprotokolle von Meechum durch. Bei einem Treffen mit der Parteiführung setzt sich Francis unterdessen für Außenministerin Catherine Durant als Vizepräsidentschaftskandidatin ein, möchte sie aber nicht eigenständig ernennen. Daher bevorzugt er einen parteiinternen und offenen Wahlprozess bei der Democratic National Convention. General Brockhart tritt von seinem Posten zurück und wird damit Vizepräsidentschaftskandidat von Conway, der ihm dies zuvor versprochen hatte. Zudem erscheint General Brockhart, anstelle von Yates, auf dem Cover der Vanity Fair. |           |                        |               |                          |                                       |                  |                                    |
| 48 | 9         | Parteitag              | Chapter 48    | 4. März 2016             | 29. Apr. 2016                         | Robin Wright     | Frank Pugliese                     |
| Beim Parteitag in Atlanta stimmt die demokratische Partei über den Vizepräsidentschaftskandidaten ab. Claire spricht öffentlich Außenministerin Catherine Durant ihre Unterstützung zu. Ein Deal zwischen Francis und dem Senator Scott Sheer stellt allerdings sicher, dass Claire eine Stimme aus dem Bundesstaat Kentucky erhält. Auch Vizepräsident Donald Blythe bekundet offiziell seine Unterstützung für Durant, doch inoffiziell steht er in einem Gespräch mit einem Reporter für Claire ein, da Durant beim G7-Gipfel keine große Hilfe gewesen sei. Durant wird damit von dem Reporter konfrontiert, der Blythe nicht als seine Quelle nennt. Aus ihrer Heimat Texas erhält Claire sogar alle 237 Stimmen, die über 5 Prozent der Gesamtstimmen ausmachen; dafür versprach LeAnn zuvor Celia Jones eine Liste potenzieller Spender. Auch in einer direkten Unterhaltung mit Durant versichert ihr Claire ihre Unterstützung. Folglich verspricht sie dem Senator Baker die Position des Außenministers, sollte er ihr seine Stimmen überlassen. Zur gleichen Zeit stimmt Francis Durant für den Fall ein, gemäß dem Claire die Führung übernähme, was bei einer Übereinkunft mit Baker gegeben wäre. Währenddessen sorgt sich Conway über den Trubel, den die Demokraten auslösen, begibt sich deshalb nach Atlanta und zieht mit dem Thema ICO die öffentliche Aufmerksamkeit auf sich. Bei einem Treffen mit Francis erhält Conway einen Anruf von Durant und verspricht ihr die Position der Außenministerin. Daraufhin verkündet der vorsitzende Delegierte von Durants Heimatstaat Louisiana die Absicht, Durant mit allen Stimmen zur Präsidentschaftskandidatin zu wählen. Dies lehnt die Schriftführerin des Parteitags allerdings ab, da man sich zuvor einzig über eine Abstimmung über die Vizepräsidentschaft geeinigt habe. Francis reagiert und bewegt Claire dazu, gemeinsam mit Thomas Yates nach Texas zu ihrer Mutter zu reisen, um keinen Verdacht über die Absichten der Underwoods aufkommen zu lassen, die Claires Vizepräsidentschaftskandidatur schon seit Wochen im Blick haben. Doug erwägt unterdessen eine Geldspende an die Witwe Laura Moretti, die durch Dougs Anweisung an die Gesundheitsministerin ihren Mann verlor. |           |                        |               |                          |                                       |                  |                                    |
| 49 | 10        | Nominierung            | Chapter 49    | 4. März 2016             | 6. Mai 2016                           | Robin Wright     | Melissa James Gibson & Kenneth Lin |
| Während Claire gemeinsam mit Thomas ihre kranke Mutter in Texas besucht, entschließt sich auch Francis dazu, die Stadt zu verlassen, sodass die ausstehenden Abstimmungen vertagt werden müssen. Auf dem Flug nach Washington droht seine Konkurrentin Catherine Durant damit, den Parteitag „auf den Kopf zu stellen“, sollten Claires Stimmen nicht auf sie übergehen. Jackie Sharp, die zuvor ebenfalls als Vizepräsidentschaftskandidatin infrage kam, kontaktiert die 476 Delegierten ihres Bundesstaates Kalifornien, damit diese für Heather Dunbar stimmen. Dunbar ist zwar aus dem Wahlkampf ausgestiegen, steht aber aufgrund des offenen Wahlprozesses noch immer zur Wahl. Eine Vereinbarung zwischen Dunbar und Durant würde dafür sorgen, dass Durant diese Stimmen erhielte und somit in Führung ginge. Tom Hammerschmidt bringt unterdessen in Erfahrung, dass Edward Meechum seine Reisetagebücher manipulierte und Francis sich während seiner Zeit als Vizepräsident möglicherweise mit Daniel Lanagin traf. Bei einem Treffen mit Dunbar empfiehlt sie ihm eine Verabredung mit Remy Danton, der damals als Bindeglied zwischen Francis und Raymond Tusk fungierte. Bei einem Gespräch mit ihrer Mutter bekommt Claire die Genehmigung, ihr Sterbehilfe zu leisten, damit sie Vizepräsidentin werden könne. Im Oval Office gewinnt Durant Kenntnis darüber, dass sich der russische Präsident Viktor Petrov in den Medien für Claire als Vizepräsidentin ausspricht, und dass Claires Mutter gestorben ist. Francis droht ihr indirekt mit drastischen Maßnahmen gegen ihre Person, sollte sie ihre Kandidatur nicht zurückziehen. In Texas kommen sich Claire und Thomas näher, nachdem ihm während des Besuchs große Sympathien ihrer Mutter zuteil wurden. Doug kann sich unterdessen dazu durchringen, eine vierstellige Geldsumme an die Witwe Laura Moretti zu spenden. Nach Claires Rückkehr und der Wiederaufnahme des Parteitags verkündet Durant, dem Land weiterhin als Außenministerin dienen zu wollen. Zudem fordert sie ihre Unterstützer auf, Claire als Kandidatin für die Vizepräsidentschaft zu unterstützen. Claires anschließende Rede, verfasst von Thomas, löst große Begeisterung aus, in dessen Folge Francis als Präsidentschaftskandidat und Claire als Vizepräsidentschaftskandidatin ihrer Partei bestätigt werden. |           |                        |               |                          |                                       |                  |                                    |
| 50 | 11        | Mehr als ein Ehepaar   | Chapter 50    | 4. März 2016             | 13. Mai 2016                          | Kari Skogland    | Tian Jun Gu                        |
| Ungefähr zwei Monate vor der Präsidentschaftswahl liegen die Underwoods ungefähr 12 bis 14 Prozentpunkte hinter ihren republikanischen Konkurrenten Will Conway und General Brockhart, als Francis aufgrund seiner Lebertransplantation die Wahlkampfaktivitäten zurückfahren muss. Um weiterhin Stärke zu demonstrieren, befiehlt er – auch mithilfe Russlands – die Anführer von ICO aufzuspüren. Während sich die Witwe Laura Moretti bei Doug für die Spende bedankt, entfernt Claire einen „zu sanften“ Abschnitt über das Thema Liebe aus einer Rede. Tom Hammerschmidt trifft sich mit Remy Danton, um Francis' Rolle im Rahmen des Geldwäscheskandals aufdecken zu können. Unterdessen erfährt Francis, dass Freddy das Weiße Haus für einen anderen Job verlassen wird. Als Francis ihn fragt, ob Freddy ihm nochmals Spareribs zubereiten könne, reagiert Freddy erzürnt und beleidigt Francis, ehe er den Raum verlässt. Claire gesteht Thomas, dass sie den Abschnitt strich, weil sie ihn damit nicht verletzen wollte. Aidan MacAllan erklärt LeAnn, dass Claire mit ihren Wahlkampfreden zwar in den Nachrichten zu sehen war, aber bei den Zuhörern keine besonderen Emotionen hervorrufen konnte. Um dies zu erreichen, müsse Claire ihre Botschaft verändern. Derweil kommt es zwischen Will Conway und seinem Vizepräsidentschaftskandidaten Brockhart zum Streit. Während Brockhart die Maßnahmen des Präsidenten befürwortet, möchte Conway die ICO-Anführer bis zu seiner Amtseinführung am Leben halten. Er weist Brockhart deshalb an, sich im Geheimdienstausschuss gegen eine Intervention Russlands auszusprechen. Nach Remy Danton kontaktiert Hammerschmidt auch Freddy. Statt aber Informationen über mögliche Gesetzesbrüche des Präsidenten einholen zu können, wird er verprügelt. Nach einer gemeinsamen Nacht beschließt Tom, seine Affäre mit Claire zu beenden. Bei darauffolgenden Hausbesuchen in South Dakota spricht sie über ihre innige und über die Ehe hinausgehende Beziehung zu Francis. Francis bemängelt unterdessen Conways Doppelzüngigkeit und beschließt folglich die Entsendung amerikanischer Soldaten. Doug äußert außerdem Bedenken über MacAllans Datenprogramm, das durch Conways Kontakte zum Geheimdienstausschuss offengelegt werden könnte. Bei einem weiteren Treffen mit Remy erfährt Hammerschmidt mittels eines Trinkspiels von Underwoods Verwicklungen in den Geldwäscheskandal und seiner Rolle bei Präsident Walkers Amtsenthebung. Daraufhin bittet Hammerschmidt Margaret Tilden, die Herausgeberin des Washington Herald, im Falle einer Veröffentlichung um rechtliche und redaktionelle Unterstützung. Nachdem Francis per Executive Order die Entsendung amerikanischer Soldaten nach Syrien beschließt, bietet er Claire eine Weiterführung der Affäre mit Thomas, mit dem er zuvor sprach, an. Doug trifft sich mit Laura Moretti, schenkt ihr Blumen und bittet sie darum, mehr über ihren verstorbenen Ehemann zu erzählen. Derweil übernachtet Thomas bei Claire im Weißen Haus, bevor sich beide am nächsten Morgen zu Francis an den Frühstückstisch gesellen. |           |                        |               |                          |                                       |                  |                                    |
| 51 | 12        | Verschleppt            | Chapter 51    | 4. März 2016             | 20. Mai 2016                          | Jakob Verbruggen | Laura Eason & Bill Kennedy         |
| Nachdem zwei amerikanische Islamisten eine amerikanische Familie entführen, drohen sie bei Nichterfüllung der gestellten Konditionen mit der Hinrichtung. Francis und sein Konkurrent im Kampf um die Präsidentschaft, Will Conway, wagen einen Verhandlungsversuch. |           |                        |               |                          |                                       |                  |                                    |
| 52 | 13        | Die Quelle des Terrors | Chapter 52    | 4. März 2016             | 27. Mai 2016                          | Jakob Verbruggen | Beau Willimon                      |
| Francis beginnt bei den Verhandlungen mit den Islamisten die führende Rolle zu übernehmen, während sich Conway zurückzieht. Tom Hammerschmidt kann seinen Artikel veröffentlichen, entblößt die Underwoods und legt deren skrupellosen Weg ins Weiße Haus offen. Francis und Claire greifen daraufhin zu drastischen Mitteln und verwickeln das Land in einen Krieg gegen den Extremismus. |           |                        |               |                          |                                       |                  |                                    |

## Staffel 5
Die Veröffentlichung der fünften Staffel erfolgte am 30. Mai 2017 bei Netflix. Die deutschsprachige Erstausstrahlung sendete der Pay-TV-Sender Sky Atlantic HD vom 30. Mai bis zum 4. Juli 2017. Parallel dazu veröffentlichte Sky am 30. Mai 2017 die komplette fünfte Staffel online auf Sky On Demand, Sky Go und Sky Ticket.
| Nr. (ges.) | Nr. (St.) | Deutscher Titel    | Originaltitel | Erstveröffentlichung USA | Deutschsprachige Erstveröffentlichung (D) | Regie             | Drehbuch                              |
| ---------- | --------- | ------------------ | ------------- | ------------------------ | ----------------------------------------- | ----------------- | ------------------------------------- |
| 53         | 1         | Kriegserklärung    | Chapter 53    | 30. Mai 2017             | 30. Mai 2017                              | Daniel Minahan    | Frank Pugliese                        |
| 54         | 2         | Cyberattacke       | Chapter 54    | 30. Mai 2017             | 30. Mai 2017                              | Daniel Minahan    | Melissa James Gibson                  |
| 55         | 3         | Frau ohne Gewissen | Chapter 55    | 30. Mai 2017             | 30. Mai 2017                              | Alik Sakharov     | John Mankiewicz                       |
| 56         | 4         | Wahlnacht          | Chapter 56    | 30. Mai 2017             | 30. Mai 2017                              | Alik Sakharov     | Kenneth Lin                           |
| 57         | 5         | Pattsituation      | Chapter 57    | 30. Mai 2017             | 30. Mai 2017                              | Michael Morris    | Laura Eason                           |
| 58         | 6         | Madam President    | Chapter 58    | 30. Mai 2017             | 30. Mai 2017                              | Michael Morris    | Bill Kennedy                          |
| 59         | 7         | Im Bunker          | Chapter 59    | 30. Mai 2017             | 30. Mai 2017                              | Alik Sakharov     | Tian Jun Gu                           |
| 60         | 8         | Elysische Gefilde  | Chapter 60    | 30. Mai 2017             | 30. Mai 2017                              | Roxann Dawson     | John Mankiewicz                       |
| 61         | 9         | Die Amtseinführung | Chapter 61    | 30. Mai 2017             | 30. Mai 2017                              | Roxann Dawson     | Bill Kennedy                          |
| 62         | 10        | Rote Linie         | Chapter 62    | 30. Mai 2017             | 30. Mai 2017                              | Agnieszka Holland | Kenneth Lin                           |
| 63         | 11        | Unter Beobachtung  | Chapter 63    | 30. Mai 2017             | 30. Mai 2017                              | Agnieszka Holland | Laura Eason                           |
| 64         | 12        | Aussage            | Chapter 64    | 30. Mai 2017             | 30. Mai 2017                              | Robin Wright      | Frank Pugliese & Melissa James Gibson |
| 65         | 13        | Jetzt bin ich dran | Chapter 65    | 30. Mai 2017             | 30. Mai 2017                              | Robin Wright      | Melissa James Gibson & Frank Pugliese |

## Staffel 6
Die Veröffentlichung der sechsten Staffel fand am 2. November 2018 bei Netflix statt. Die deutschsprachige Erstausstrahlung begann auf dem Pay-TV-Sender Sky Atlantic HD am 2. November 2018. Am selben Tag veröffentlichte Sky die komplette sechste Staffel online auf den hauseigenen Video-on-Demand-Plattformen.
| Nr. (ges.) | Nr. (St.) | Deutscher Titel  | Originaltitel | Erstveröffentlichung USA | Deutschsprachige Erstveröffentlichung (D) | Regie            | Drehbuch                              |
| --- | --------- | ---------------- | ------------- | ------------------------ | ----------------------------------------- | ---------------- | ------------------------------------- |
| 66 | 1         | Unter Feinden    | Chapter 66    | 2. Nov. 2018             | 2. Nov. 2018                              | Alik Sakharov    | Melissa James Gibson & Frank Pugliese |
| 67 | 2         | Katastrophenfall | Chapter 67    | 2. Nov. 2018             | 2. Nov. 2018                              | Ami Canaan Mann  | Frank Pugliese & Melissa James Gibson |
| 68 | 3         | Loyalität        | Chapter 68    | 2. Nov. 2018             | 2. Nov. 2018                              | Stacie Passon    | Charlotte Stoudt & Sharon Hoffman     |
| 69 | 4         | Macht oder Liebe | Chapter 69    | 2. Nov. 2018             | 2. Nov. 2018                              | Ernest Dickerson | Jerome Hairston & Tian Jun Gu         |
| Die gesamte Folge dreht sich um die Trauerfeier und die Zeremonie zum Tod von Außenministerin Catherine Durant. Auch Präsident Petrov reist aus Russland an und tätigt am Rande der Trauerfeier Absprachen mit Präsidentin Underwood. Hierbei kommt sie ihm sehr entgegen und verlangt als Gegenleistung lediglich, dass die russische Regierung sich für den Tod von Tom Yates verantwortlich erklärt. Doug Stamper erfährt von Seth Grayson, dass Frank ihm mehr vererbt hat als ein paar Manschettenknöpfe. Am Ende der Folge wird die überraschenderweise noch lebende Catherine Durant gezeigt, die von einem sicheren Ort aus, an den sie geflüchtet ist, telefoniert. |           |                  |               |                          |                                           |                  |                                       |
| 70 | 5         | Amtsunfähigkeit  | Chapter 70    | 2. Nov. 2018             | 2. Nov. 2018                              | Thomas Schlamme  | Jason Horwitch & Charlotte Stoudt     |
| 71 | 6         | Gegenschlag      | Chapter 71    | 2. Nov. 2018             | 2. Nov. 2018                              | Louise Friedberg | Jason Horwitch & Jerome Hairston      |
| 72 | 7         | Tagebuch         | Chapter 72    | 2. Nov. 2018             | 2. Nov. 2018                              | Alik Sakharov    | Melissa James Gibson & Frank Pugliese |
| 73 | 8         | Vermächtnis      | Chapter 73    | 2. Nov. 2018             | 2. Nov. 2018                              | Robin Wright     | Frank Pugliese & Melissa James Gibson |